# Heverlee
Heverlee is een deelgemeente van de stad Leuven (Vlaams-Brabant, België) gelegen aan de zuidkant van de stad. Heverlee was een zelfstandige gemeente tot aan de gemeentelijke herindeling van 1977. De patroonheilige is Sint-Lambertus.

## Samenstelling van Heverlee
Heverlee-centrum is gelegen rond de Sint-Lambertuskerk. In respectievelijk het westen, het zuidwesten en het oosten van Heverlee bevinden zich de gehuchten Terbank, Egenhoven en Park (zie ook Abdij van Park). Eeuwenlang behoorden Terbank en Park tot de stad Leuven, ook wel genoemd de Vrijheid of de Vrije van Leuven; Egenhoven was een afzonderlijk dorp (in een ander bisdom, zie hieronder). De dorpen Heverlee en Egenhoven behoorden eeuwenlang wel tot een bredere jurisdictie van Leuven, de zogenaamde Banmyle (Frans: banlieue) van Leuven. Tijdens het Spaanse bestuur bezaten de heren van Heverlee tijdelijk de grote hoeve van Diependaal, tot deze in 1626 naar de stad Leuven overging. Tijdens het Franse bewind veranderde veel omwille van de oprichting van de gemeente Heverlee. De gemeente werd voortaan bestuurd door een 'agent municipal'; het Oostenrijkse systeem van Aarschotse meiers benoemd door de hertogen van Arenberg werd afgeschaft. De Franse regeringscommissaris Boutteville, verantwoordelijk voor het Dijledepartement, besliste op 20 oktober 1796 dat de "stadswijken" Terbank en Park naar de gemeente Heverlee gingen. Tijdens het Nederlands bewind werd dan weer het systeem van 'agent municipal' voor Heverlee vervangen door een meier van Heverlee, benoemd door de Koning (1818); dit werd in 1825 hervormd tot de functie van burgemeester van Heverlee.

## Toponymie
Heverlee komt van hever, dat "geitenbok" betekent, en van lee of lo, dat "bosje" betekent. Heverlee is dus een bosje waar veel bokken lopen. Synoniemen van Heverlee: Heveren en Hever. De origine van het bos is nog duidelijker in de naam van Oud-Heverlee, synoniemen Woud-Heverlee en Walt-Heverlee (Frans: Héverlé-les-Bois). Men kan speculeren dat het dorp Heverlee vroeger aan het bos lag en het dorp Oud-Heverlee in het bos. Heverleebos maakte ooit deel van het grote Kolenwoud of Silva Carbonaria.

## Bezienswaardigheden
- De Abdij van Park
  - De Abdijmolen
  - De Sint-Jan-de-Evangelistkerk
- Het Kasteel van Arenberg
  - De Molen van Arenberg
- De neoromaanse Sint-Jozef en Sint-Lambertuskerk[2] (1878-1880)
- De Onze-Lieve-Vrouw-van-Troostkerk
- De Onbevlekt Hart van Mariakerk in Terbank
- De Sint-Antonius van Paduakerk
- De Sint-Franciscuskerk
- De Sint-Michiel en -Renildiskerk in Egenhoven
- De voormalige priorij der Celestijnen
- De Priorij Terbank
- Het Heilig Hartinstituut
- Het Sint-Albertuscollege
- De Britse militaire begraafplaats (Heverlee War Cemetery) die in 1944 werd aangelegd.
- Het oudste gebouw is de Sint-Lambertuskapel. Een romaans gebouw, gedateerd 11e eeuw en 12e eeuw, gelegen in het park van het Arenbergkasteel. Het gebouw is opgetrokken uit lokaal gewonnen ijzersteen en zandsteen. Mogelijks uit de "Keiberg".[3]
- De Philipssite
- De Filosofenfontein

## Natuur en landschap
Het grondgebied van Heverlee strekt zich uit ten zuiden van Leuven en is deels een voorstad, deels zijn er diverse universiteitsgebouwen en kloosters te vinden. De hoogte bedraagt 25-85 meter en men vindt er de valleien van de Dijle en de Voer, terwijl vanuit oostelijke richting de Molenbeek naar de Dijle loopt. Van de wijken kunnen Egenhoven en Terbank worden genoemd.
Tot belangrijkste natuurgebieden behoren het grote Heverleebos in het zuiden, het Dalemhof in het oosten langs de Molenbeek en het Egenhovenbos in het zuidwesten. 

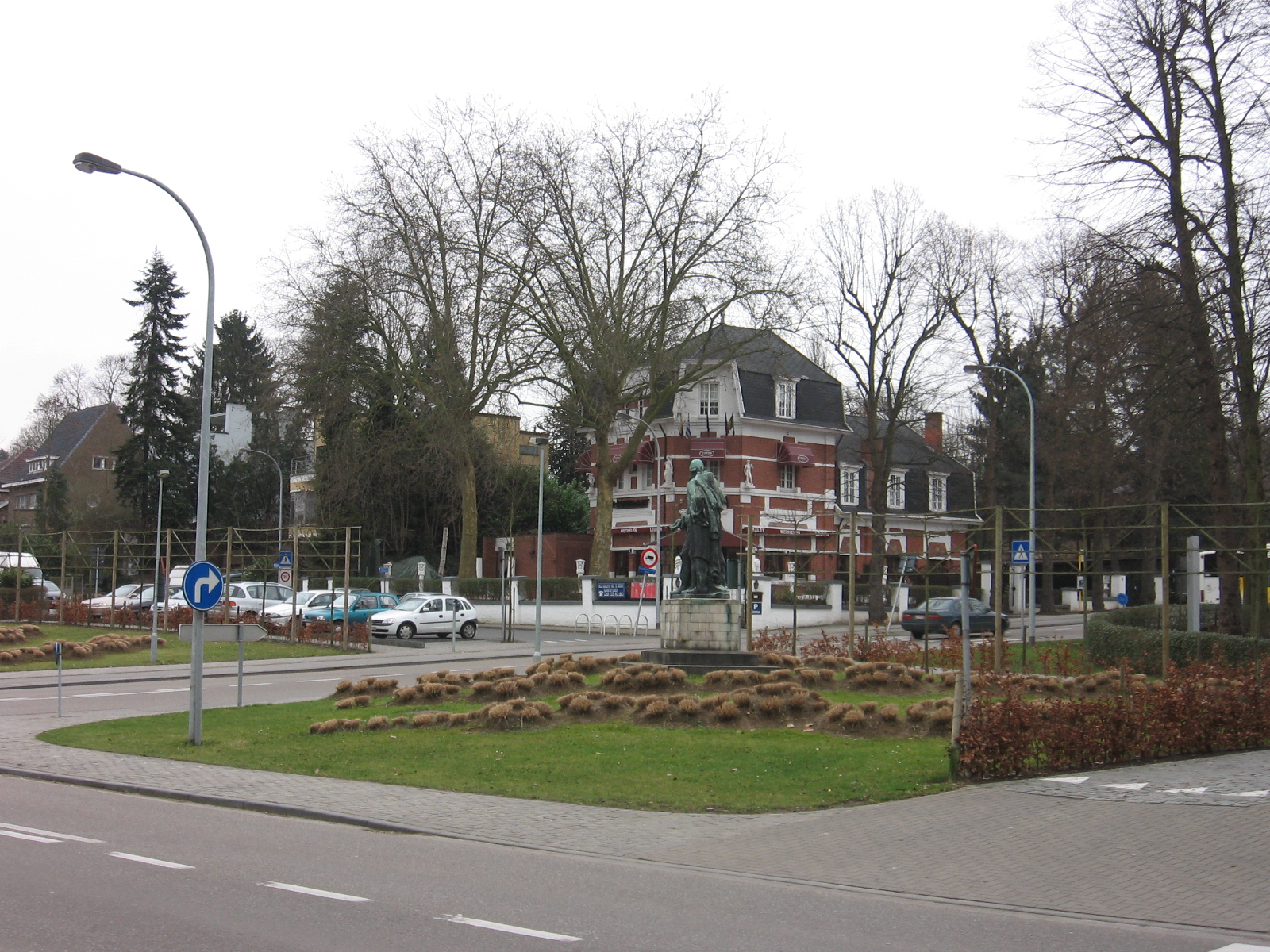
Het Kantineplein, kruising van Willem de Croylaan, Hertog Engelbertlaan en Jules Vandenbemptlaan, vlak voor het Kasteel Arenberg
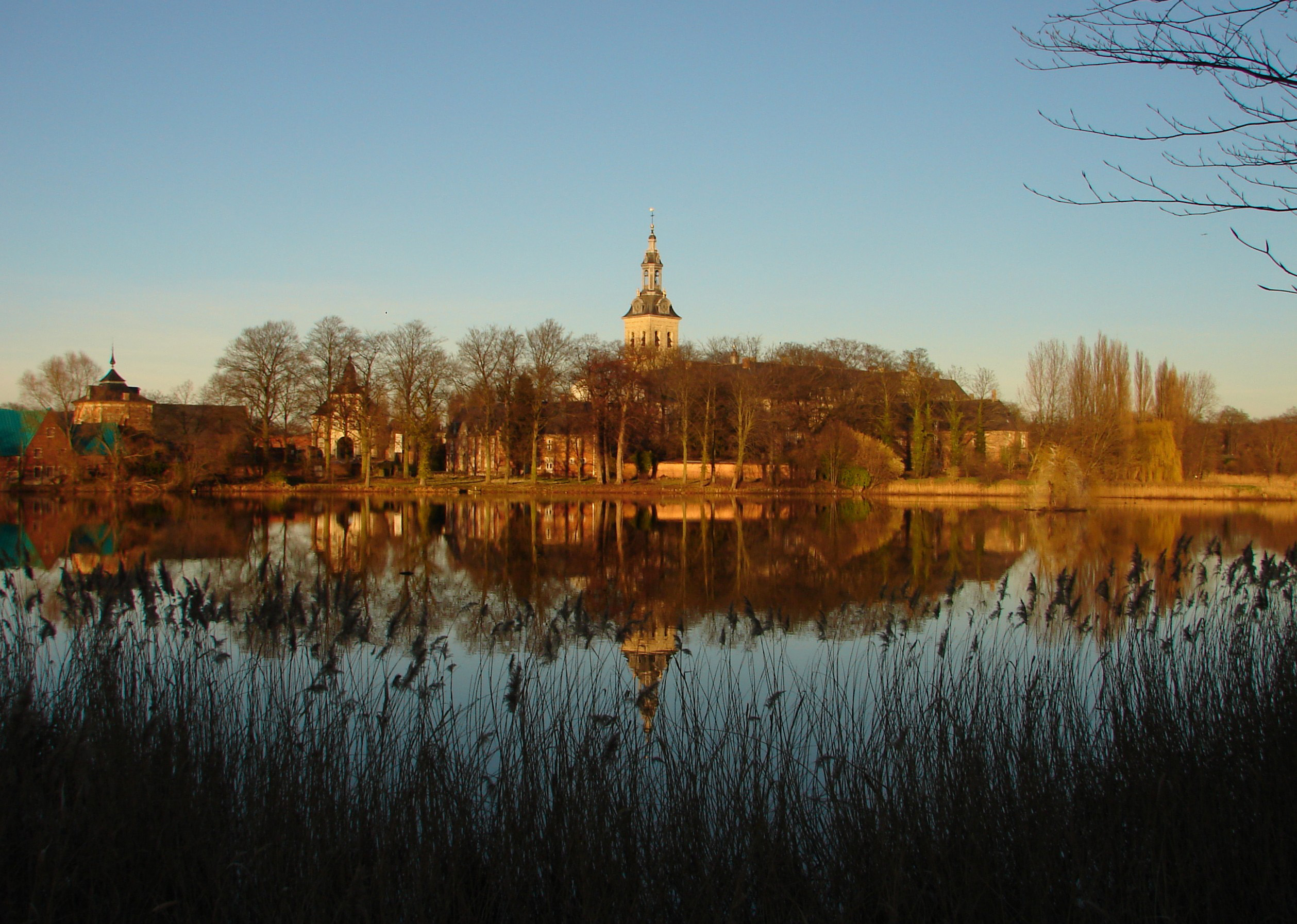
Abdij van 't Park
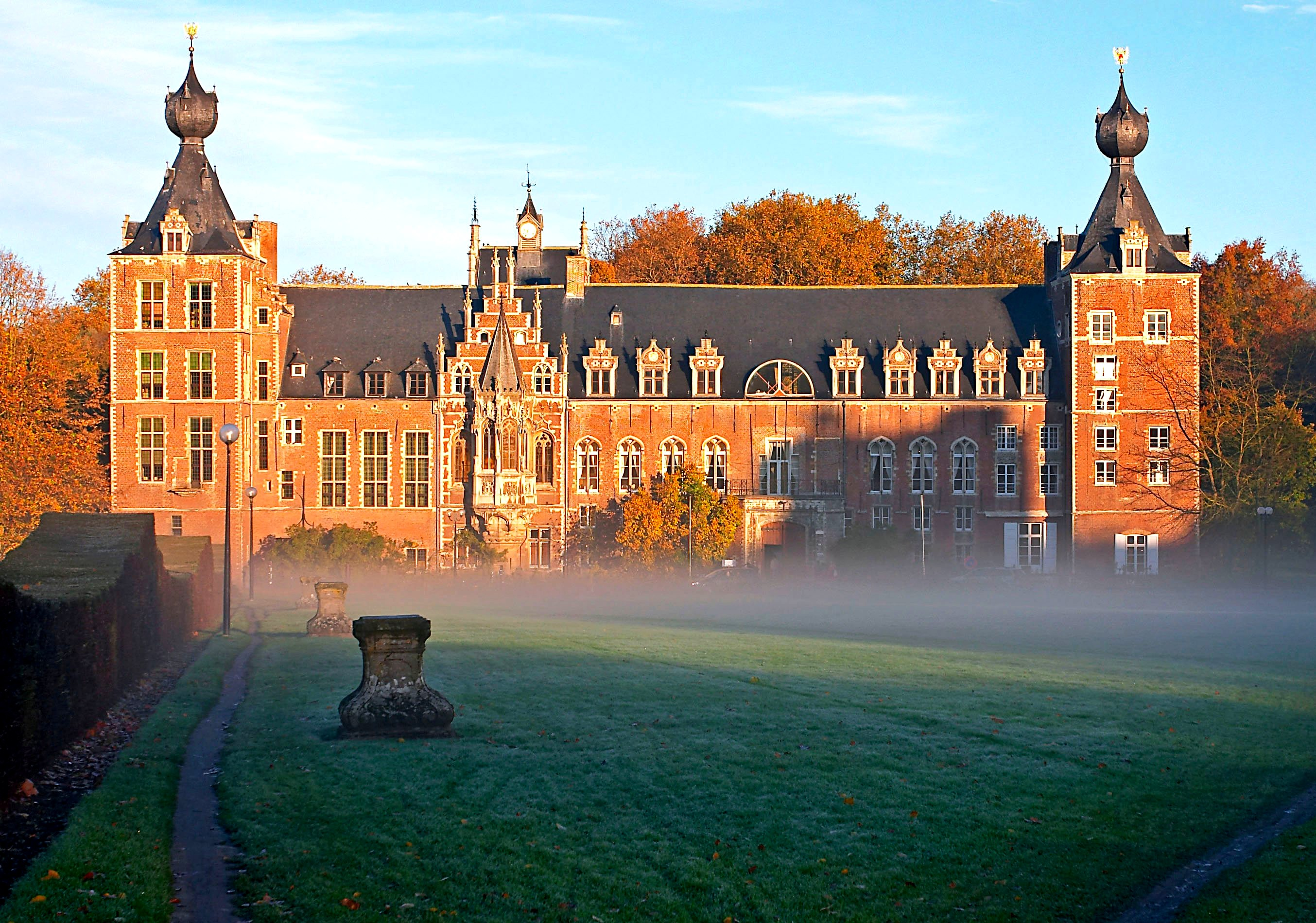
Kasteel Arenberg
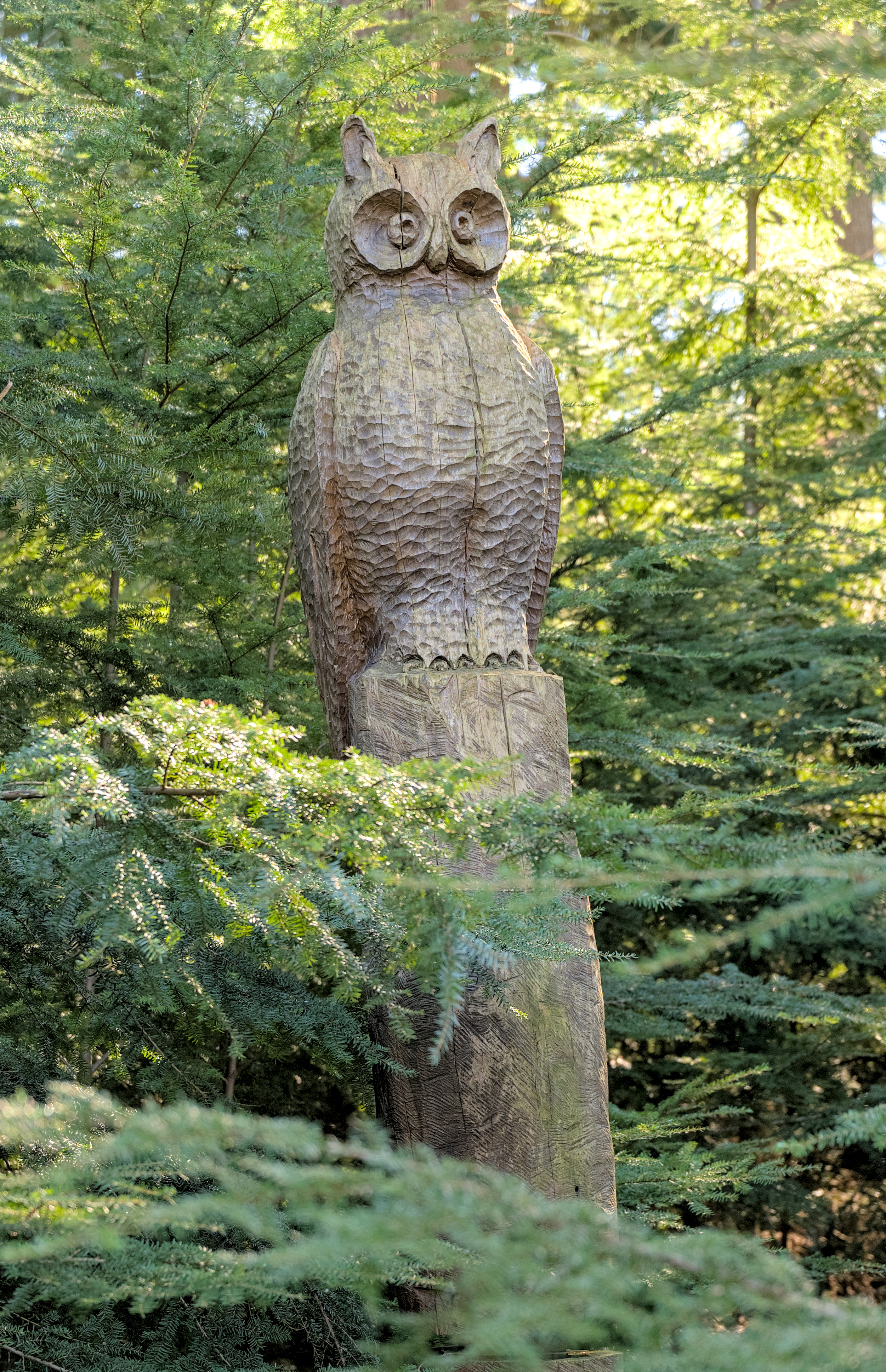
Houten sculpturen van Ad Wouters in Heverleebos

## Demografische ontwikkeling
- Bronnen:NIS, Opm:1831 tot en met 1970=volkstellingen; 1976 = inwoneraantal op 31 december

## Cultuur

### Evenementen
- Zondag van juni na De Langste Dag in Leuven: Braderie en feestmarkt op de Naamsesteenweg vanaf huisnummer 99 tot huisnummer 239 en op het Marktplein.
- Eerste weekend van juli: Heverleese hoevefeesten

## Religie en levensbeschouwing
In Heverlee zijn 5 parochies actief, die samenwerken in federatieverband. Ook vind je er diverse kloosters, zoals dat van de Missionarissen van het Onbevlekte Hart van Maria (ICM-zusters of Missiezusters van de Jacht), de abdij van 't Park van de Norbertijnen (gesticht in 1129), het H. Hartinstituut van de zusters annunciaten, het klooster van de kanunnikessen van Sint-Augustinus, de Dochters van Liefde van Vincentius a Paulo, de Zusters van de H. Harten (picpussinen), de Zusters van Don Bosco, de Augustijnen, de Dominicanen, de Missionarissen van Steyl, de Priesters van het H. Hart en de Salesianen van Don Bosco. In de buurt van de Hertog Engelbertlaan ontwierp Jozef Ritzen het klooster met studiehuis van de Vlaamse jezuïeten (1958-1960).
Volgens de traditie zou Sint-Hubertus eigenaar van een bos 'Fura' geweest zijn, mogelijks Tervurenbos. Hubertus was in de 7de en 8ste eeuw de man van de kerstening van Austrasie, een Frankisch gebied. Hij zou de eerste kerk of kapel van Heverlee ingewijd hebben, mogelijks op de plaats waar nu het Arenbergpark is. Omwille van zijn zwakke gezondheid keerde Hubertus onmiddellijk terug naar Tervuren, waar hij stierf, nog steeds volgens legendes. Heverlee behoorde eeuwenlang tot het bisdom Luik (niet het prinsbisdom Luik) en bijgevolg tot de kerkprovincie van het aartsbisdom Keulen. Heverlee was een grensparochie aan de Dijle, en Leuven, Winksele en Veltem vormden een uitloper van het bisdom Luik. Egenhoven, Bertem en Beisem behoorden tot het bisdom Kamerijk en dus tot de kerkprovincie van de aartsbisschop van Reims. Dit bleef zo tot de hervorming van de bisdommen in 1559, namelijk het jaar van de pauselijke bul Super Universas geldig voor de Nederlanden. De grens van bisdommen en kerkprovincies verdween met de oprichting van het aartsbisdom Mechelen (1559). De naam van de Sint-Lambertuskerk herinnert nog aan de Luikse bisschop en leermeester van Hubertus, Sint-Lambertus, en aan de reusachtige Sint-Lambertuskathedraal van de Luikse prinsbisschoppen waarvan geen steen meer overblijft.
De huidige Sint-Lambertuskerk is de 3de kerk met deze naam, wanneer men de kapel van Arenbergpark en de afgebroken Sint-Lambertuskerk (vandaag het speelplein aan de kerk) als 1ste en 2de kerkgebouw telt.

## Onderwijs

### Secundair onderwijs

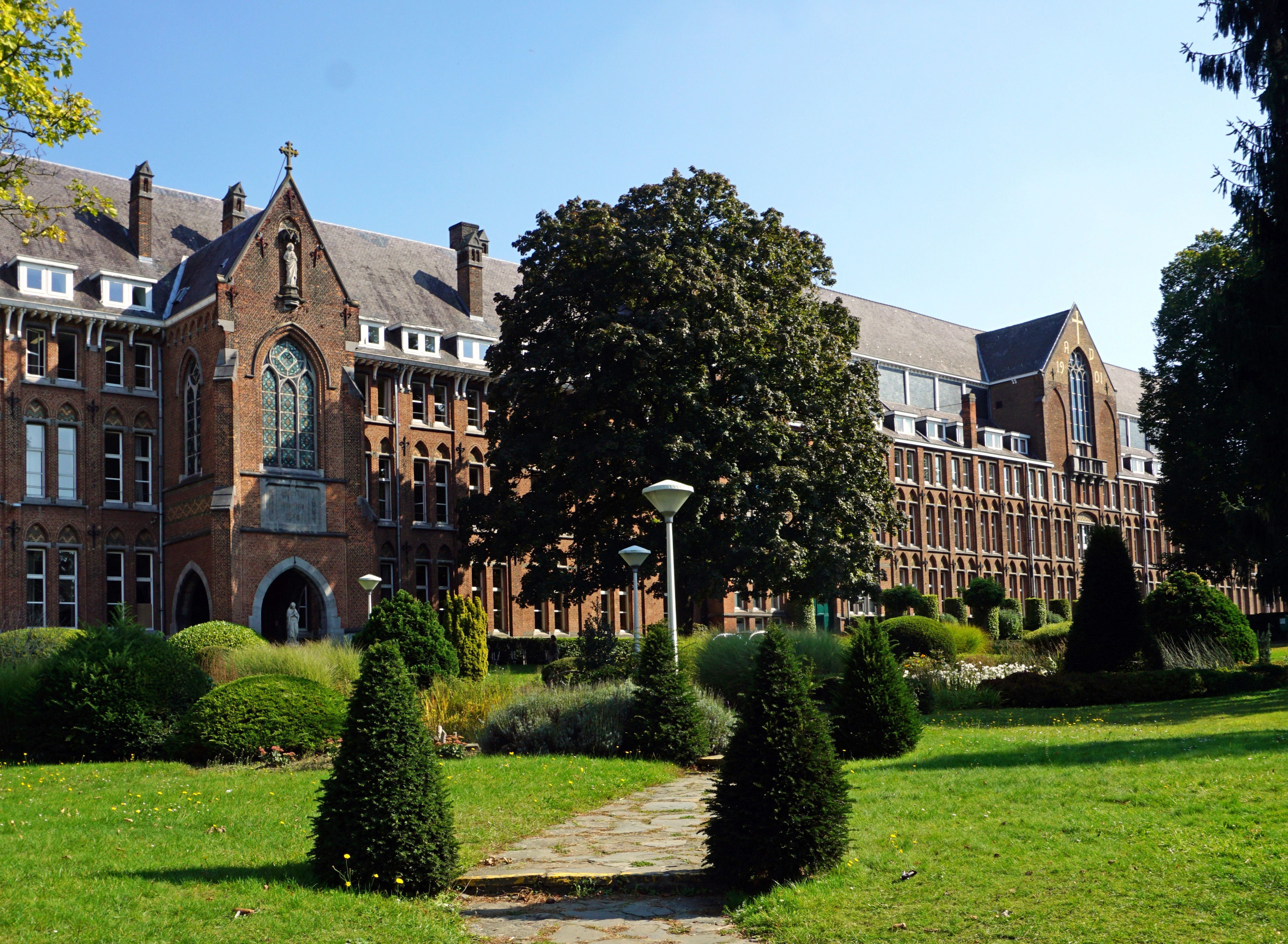
Heilig Hartinstituut Heverlee

- Heilig-Hartinstituut
- Don Bosco Groenveld
- Sint-Albertuscollege
- Heilig-Drievuldigheidscollege
- Paridaensinstituut
- Sint-Pieterscollege
- Stroom
- Heilig Hartinstituut Kessel-Lo

### Hoger onderwijs en universiteit
De plaats herbergt een gedeelte van de universitaire onderwijsvoorzieningen van de Katholieke Universiteit Leuven (KU Leuven). Het gaat meer bepaald over de Arenbergcampus, genoemd naar het Arenbergkasteel dat tevens deel uitmaakt van de campus. De faculteiten van de wetenschappen, bio-ingenieurswetenschappen, ingenieurswetenschappen en bewegings- en revalidatiewetenschappen zijn hier gevestigd. Op deze campus bevindt zich het IMEC, een interuniversitair onderzoekscentrum.
Daarnaast biedt ook het UC Leuven-Limburg (UCLL) een deel van zijn opleidingen aan in Heverlee, waaronder de lerarenopleiding, economisch hoger onderwijs en het departement Sociaal werk.
Voorts is er de Evangelische Theologische Faculteit Leuven (ETF) gevestigd, die een evangelische theologie-opleiding aanbiedt.

## Wapen van de voormalige gemeente
Voor de fusie in 1976 had Heverlee een eigen wapen, dat als volgt geblazoeneerd wordt: "in goud een schuinkruis van keel".

Voormalig wapen van Heverlee

## Bekende inwoners
- Lodewijk Engelbert van Arenberg, de blinde hertog
- Prosper Lodewijk van Arenberg, naar verluidt kandidaat-koning van België in 1831
- Engelbert August van Arenberg
- Engelbert Marie van Arenberg
- Wito De Meulder, ultra-triatleet
- Lennaert Maes, liedjesschrijver, zanger en acteur, bekend van Lenny & De Wespen
- Chris Van Espen, acteur

### Geboren in Heverlee
- Toon Brusselers (1933), Nederlands voetballer
- Jan Cobbaert (1909), kunstenaar
- Jan F. Vanderheyden (1903), hoogleraar en bibliothecaris van de Koninklijke Bibliotheek Brussel

### Overleden in Heverlee
- Jan Engels (1922-1972), wielrenner

## Spoorwegen
Sinds midden 19de eeuw heeft Heverlee een treinstation, gelegen op de spoorlijn 139 Leuven - Waver en later Leuven - Ottignies.

## Nabijgelegen kernen
Leuven, Winksele, Bertem, Oud-Heverlee, Haasrode, Korbeek-Lo